# 松本啓朗
松本 啓朗（まつもと ひろあき、1967年〈昭和42年〉8月5日 - ）は、日本の建設・国土交通・環境官僚。

## 経歴
東京都出身、東京大学法学部を卒業。1989年8月に国家公務員採用Ⅰ種試験（法律）に合格し、翌年4月に建設省入省。関東地方環境事務所長を務めたときには、富士山のオーバーツーリズム対策に取り組んだ。
2024年7月1日、環境省水・大気環境局長に就任。2025年7月1日、国土交通省大臣官房付・即日辞職。

## 年譜
基本的な出典
- 1990年
  - 03月：東京大学法学部卒業
  - 04月：建設省採用（建設省都市局都市再開発課配属）[2]
- 2004年
  - 04月：国土交通省総合政策局国際建設課海外協力官
  - 07月：国土交通省総合政策局総務課国際協力官
- 2005年09月：人事院人材局交流派遣専門員（松下電器産業（株） ）
- 2007年
  - 09月：国土交通省大臣官房付（広報戦略担当）[2]
  - 12月：国土交通省国土交通政策研究所総括主任研究官
- 2008年04月：国土交通省土地・水資源局総務課公共用地室長
- 2009年04月：兵庫県県土整備部まちづくり局長兼危機管理員
- 2010年10月：兵庫県県土整備部住宅建築局長兼危機管理員
- 2012年04月：兵庫県まちづくり部長
- 2013年04月01日：復興庁統括官付参事官（原子力災害復興班）[2][8]

- 2016年07月01日：環境省総合環境政策局環境計画課長[9]
- 2017年07月：環境省大臣官房総合政策課長
- 2018年07月13日：環境省大臣官房会計課長[10]
- 2019年07月09日：環境省大臣官房総務課長[11]
- 2020年07月20日：環境省大臣官房サイバーセキュリティ・情報化審議官[12]
- 2021年07月01日：環境省大臣官房審議官（自然環境局等担当）[13]
- 2023年07月01日：環境省関東地方環境事務所長[14]
- 2024年07月01日：環境省水・大気環境局長[5]
- 2025年07月01日：国土交通省大臣官房付・即日辞職[6][7]